# Zoltán Boros
Zoltán Boros (Budapest, 23 gennaio 1970) è un ex cestista ungherese.

## Carriera
Con l'Ungheria ha disputato i Campionati europei del 1999.